# Eiði
Eiði este un oraș din Insulele Faroe.